# Панцитопенія
Панцитопенія — тяжке ураження крові, що полягає у дефіциті усіх її формених елементів (клітин крові). Термін панцитопенія включає еозинопенію, еритроцитопенію, лімфоцитопенію, нейтропенію, тромбоцитопенію. Внаслідок панцитопенії кров не у змозі виконувати свої функції в організмі, внаслідок чого страждають усі органи і системи.

## Етіологія
Етіологія панцитопенії може бути різна. До панцитопенії можуть призвести інфекційні захворювання (сепсис), інтоксикації (екзогенні, ендогенні), опромінення іонізуючими випромінюваннями (променева хвороба), крововтрата, злоякісні новоутворення, генетичні захворювання (анемія Фанконі), а також прийом деяких хіміотерапевтичних лікарських засобів (сульфаніламідних препаратів, бутадіону, метотрексату, меркаптопурину). На жаль, достовірно встановити причину панцитопенії вдається не далеко завжди.

## Патогенез
В основі патогенезу панцитопенії будь-якого походження лежить неспроможність кісткового мозку забезпечувати надходження до периферичної крові клітин крові у необхідній кількості. Найчастішим механізмом ураження кровотворення є ушкодження клітин-попередників кровотворення, причому чим ширше представлене ураження периферичних клітин крові, тим глибший рівень ураження клітин-попередників (стовбурових клітин крові).

## Клініка
Клінічні прояви панцитопенії різноманітні і залежать від переважання дефіциту того чи іншого пулу клітин. При переважанні еритроцитопенії на перший план клінічної картини виходять симптоми звичайної анемії, при тромбоцитопенії виступають явища геморагічного діатезу (схильність до кровотеч, геморагічний синдром), при лімфоцитопенії страждає імунітет (з усіма ознаками імунодефіциту).

## Діагностика
При опитуванні пацієнта слід зібрати повний медикаментозний анамнез (ретельно опитати щодо прийому лікарських препаратів, біологічно-активних добавок [БАД] — навіть поодинокі прийоми мають значення), уточнити професійний маршрут (контакти з летючими промисловими отрутами, з паливно-мастильними матеріалами, лаками, фарбами тощо), контакти з побутовими отрутохімікатами (пестициди, гербіциди, інсектициди, родентициди тощо), з важкими металами (ртуть, свинець), з джерелами іонізуючого випромінювання (робота з прийому металобрухту, з рентгенівськими установками).
При звичайному (фізикальному) обстеженні пацієнта можна лише запідозрити ураження системи крові (типові ознаки анемії, прояви тромбоцитопенічної пурпури, незвичайно поширені важкі інфекції — так звані опортуністичні інфекції). Верифікація діагнозу можлива виключно при цитологічному дослідженні складу периферичної крові (капілярної або венозної). При цьому виявляється вихід показників за нижні межі норми вмісту усіх клітин крові: еритроцитів, лейкоцитів (у тому числі нейтрофілів, лімфоцитів, моноцитів, еозинофілів), тромбоцитів. Уточнення діагнозу — за допомогою цитологічного дослідження пунктату кісткового мозку.

## Лікування
Оскільки панцитопенія є лише синдромом, лікування має бути спрямоване першою чергою на усунення причини (етіологічного чинника) — за умови його виявлення.
Якщо ж причина панцитопенії лишається невідомою — лікування носить симптоматичний і патогенетичний характер: спрямоване на усунення анемії, нормалізацію системи згортання крові, боротьбу з інфекційними ускладненнями. При невідомій причині, або при неможливості усунути причину панцитопенії основною життєворятуючою мотодикою лікування є трансплантація кісткового мозку.